# Jay Shendure
Jay Shendure es un científico estadounidense y genetista humano de la Universidad de Washington. Es catedrático del Departamento de Ciencias Genómicas de la Facultad de Medicina de la Universidad de Washington e investigador afiliado de la División de Biología Humana del Centro de Investigación del Cáncer Fred Hutchinson. La investigación de Shendure se centra en el desarrollo y la aplicación de nuevas tecnologías en genómica. En 2005, su investigación doctoral con George M. Church dio lugar a una de las primeras pruebas de concepto con éxito de la secuenciación de ADN de nueva generación. El grupo de investigación de Shendure en la Universidad de Washington fue pionero en la secuenciación del exoma y su aplicación a los trastornos mendelianos, una estrategia que se ha aplicado para identificar cientos de genes causantes de enfermedades. Otros logros notables del laboratorio de Shendure incluyen la primera secuenciación del genoma completo de un feto humano utilizando muestras obtenidas de forma no invasiva de los padres, y la secuenciación del genoma de HeLa de acuerdo con la familia de Henrietta Lacks.
Shendure se graduó summa cum laude por la Universidad de Princeton en 1996 y completó una beca Fulbright en Pune, India, en 1997. A continuación, ingresó en el Programa de Formación de Científicos Médicos de la Facultad de Medicina de Harvard y se doctoró en 2005 y en 2007. Se incorporó al cuerpo docente del Departamento de Ciencias Genómicas de la Universidad de Washington en 2007 y cuatro años más tarde, en 2011, fue nombrado profesor titular asociado.
Shendure recibió en 2006 el premio TR35 Young Innovator Award del MIT Technology Review,el premio Curt Stern de la Sociedad Estadounidense de Genética Humana en 2012,  el FederaPrijs de la Federación de Sociedades Científicas Médicas Holandesas en 2013,  un Premio Pionero del Director de los Institutos Nacionales de Salud en 2013,  y un Premio al Investigador Médico Howard Hughes. También es el director científico fundador del Instituto Brotman-Baty establecido en 2017 gracias a una donación de Jeffrey H. y Susan Brotman, y Daniel R. y Pamela L. Baty.